# Heitler Móric
Heitler Móric (Korompa, 1847. március 21. – Bécs, 1923. szeptember 15.) magyar orvos, filológus. 

## Élete
Apja tanító volt. Elemi és középiskoláit Hódmezővásárhelyen és Szegeden a piaristáknál végezte. Utóbbiban Csaplár Benedek kedvenc tanítványa volt, akivel később is kapcsolatban maradt. Eredetileg szanszkrit nyelvésznek készült, de anyagi nehézségei miatt az orvoslást választotta. 1871-ben a Bécsi Egyetemen orvosi diplomát szerzett, s egy időben Škoda professzor tanársegédje volt. 1876-ban magántanárrá, 1898-ban címzetes egyetemi tanárrá nevezték ki. Főleg a szív és tüdő megbetegedéseivel foglalkozott. Legfontosabb művei bécsi szakfolyóiratokban jelentek meg, így az általa 1882-től szerkesztett Zentralblatt für die Gesamte Therapie hasábjain. Foglalkozott görög, latin és szanszkrit filológiával is. 1898-ban jelent meg Ovid's Verbannung című könyve, melyben Ovidius római költő száműzetéséről ír. Filológiai készsége a modern nyelvekre is kiterjedt és olaszul, franciául, angolul egyforma könnyedséggel fejezte ki magát. Szigorú aszkéta életet élt, sosem nősült meg. Élete végén a buddhista filozófiával is foglalkozott.